# Arciprestazgo de Leganés
El Arciprestazgo de Leganés, es un arciprestazgo español que está bajo la jurisdicción del Obispado de Getafe y está compuesto por las siguientes parroquias:
| Parroquias                                |
| ----------------------------------------- |
| Iglesia del Corpus Christi                |
| Iglesia de Nuestra Señora de Butarque     |
| Iglesia de Nuestra Señora del Carrascal   |
| Iglesia de Nuestra Señora de la Salud     |
| Iglesia de Nuestra Señora de Zarzaquemada |
| Iglesia de San Eladio                     |
| Iglesia de San Fortunato                  |
| Iglesia de San Isidro Labrador            |
| Iglesia de San Nicasio                    |
| Iglesia de San Pío V                      |
| Iglesia de San Ramón                      |
| Iglesia de San Salvador                   |
| Iglesia de Santa Beatriz de Silva         |
| Iglesia de Santa Teresa del Niño Jesús    |
| Iglesia de la Virgen Madre                |
| Iglesia del Verbo Divino                  |